# Megachile okahandjica
Megachile okahandjica là một loài Hymenoptera trong họ Megachilidae. Loài này được Strand mô tả khoa học năm 1911.